# Alfredo Frassati
Alfredo Frassati (Pollone, 28 settembre 1868 – Torino, 21 maggio 1961) è stato un editore, giornalista e politico italiano, direttore del quotidiano La Stampa dal 1900 al 1926, senatore del Regno d'Italia e della Repubblica Italiana. È il padre del beato Piergiorgio Frassati, prossimo alla canonizzazione.

## Biografia
Figlio del chirurgo Pietro (1824-1899) e di Giuseppina Coda Canati, il 9 luglio 1890 si laureò in Giurisprudenza all'Università degli Studi di Torino. Iscritto all'Università di Berlino, partì per la Germania, dove rimase tre anni sviluppando un'ottima conoscenza della lingua tedesca.
Il 31 dicembre 1894 divenne comproprietario del quotidiano La Gazzetta Piemontese, al quale nel 1895 diede il nome La Stampa, titolo che il giornale mantiene tuttora. 
Nel 1897 ottenne la libera docenza in Diritto penale presso l'Università degli Studi di Sassari, ma nello stesso anno abbandonò la carriera accademica per dedicarsi completamente al giornalismo. Il 5 settembre 1898 sposò la pittrice Adelaide Ametis. Dal matrimonio nacquero due figli: Pier Giorgio Frassati (1901-1925) e Luciana Frassati (1902-2007).
Il 16 ottobre 1900 divenne direttore e nel 1902 unico proprietario della Stampa. Il giornale crebbe fino diventare il secondo quotidiano italiano. Nel 1913 fu nominato senatore (il più giovane del Regno d'Italia); prima dello scoppio della prima guerra mondiale mantenne una posizione neutralista. Alla fine del conflitto, rifiutò la proposta di Giolitti di entrare a far parte del nuovo governo. Nel 1920 divenne ambasciatore d'Italia a Berlino. Due anni dopo, in seguito alla Marcia su Roma, diede le dimissioni.
Libero docente di Diritto e procedura penale all'Università di Torino, con l'avvento del fascismo pagò il suo sostegno a Giolitti: il 22 giugno 1924 la sua abitazione di Torino fu invasa dagli squadristi. Fu costretto a lasciare la direzione della Stampa, il 9 novembre 1925, e a svendere il quotidiano a Giovanni Agnelli, il fondatore della FIAT (nell'ottobre 1926).
Alfredo Frassati fu un corrispondente epistolare di Papa Paolo VI.
Nel 1930 fu chiamato alla presidenza della società Italgas, che era entrata in crisi dopo il 1929, e dal 1934 avviò una severa ristrutturazione della società, cedendo le attività parallele alla produzione e alla distribuzione del gas.
Dopo il 1945 fu membro della Consulta nazionale e Senatore di diritto della Repubblica nella prima legislatura (1948-1953).
Il figlio Pier Giorgio, patrono delle Confraternite e dei Giovani di Azione Cattolica è stato beatificato da papa Giovanni Paolo II nel 1990. La figlia Luciana Frassati, poetessa e scrittrice, era madre del giornalista ed europarlamentare Jas Gawronski e di altri sei figli.

## Onorificenze

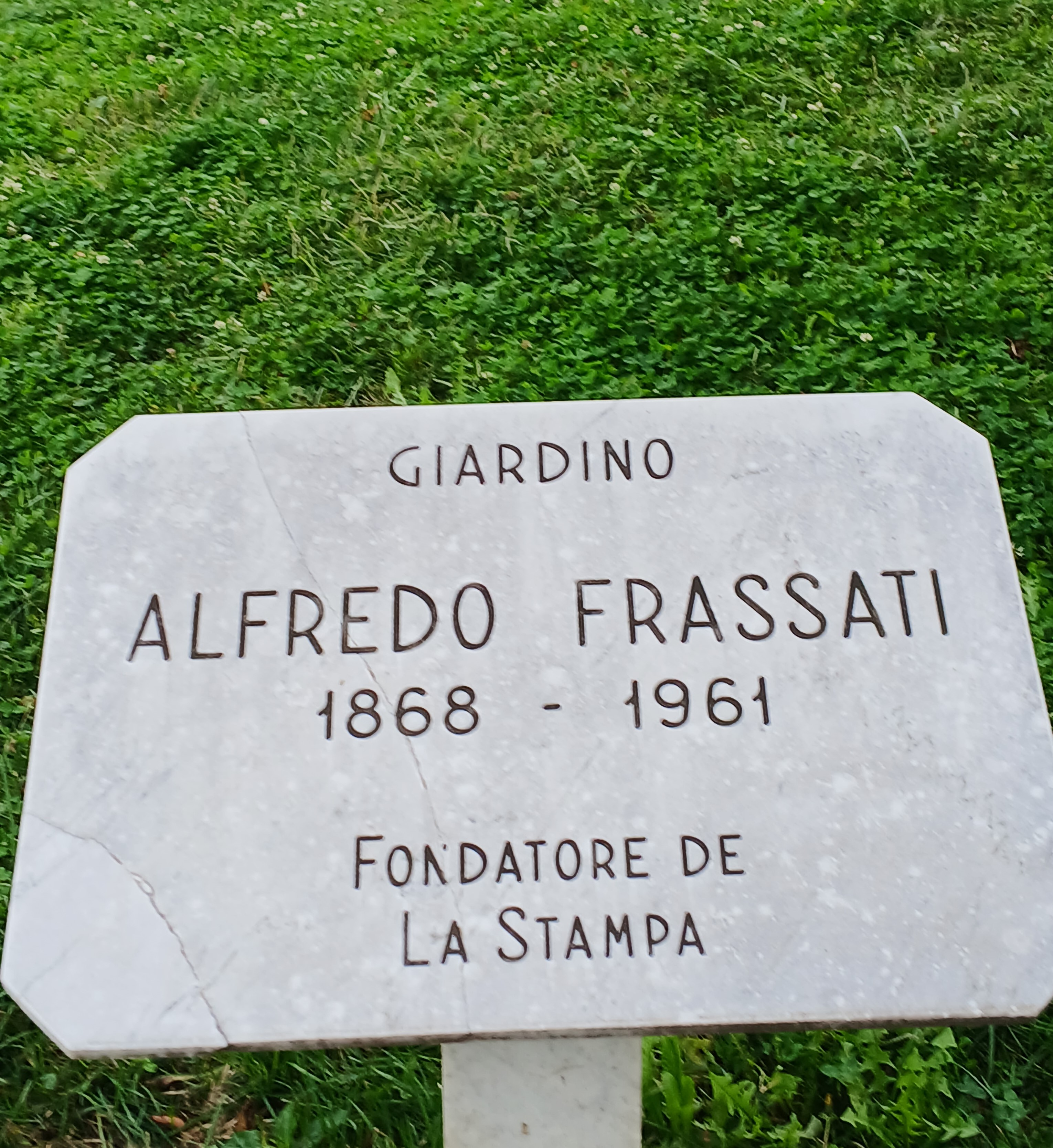
Giardino Alfredo Frassati

Il comune di Torino gli ha intitolato un giardino in Piazza Solferino.